# Wingspan
「Wingspan」（ウィングスパン）は、2002年6月5日に発売されたCymbals通算7作目のシングル。

## 解説
初回限定デジパック仕様。あわせて一般発売に先駆けた、“sine tour”公演チケットの特別先行電話予約受付のインフォメーションが同封されていた。

## 収録曲
1. Wingspan （4分12秒）
作詞：沖井礼二、作曲：沖井礼二・宮川弾
シングルのリードトラックとしては初めて沖井礼二以外の共作者が作曲に関わった作品となった。宮川弾はシンセサイザー、プログラミング、ストリングス・アレンジでもレコーディングに参加している。タイトルはポール・マッカートニーのベストアルバム『ウィングスパン:ヒッツ・アンド・ヒストリー』からの引用。
2. untitled 01040302 （2分2秒）
パフォーマンス集団ダムタイプ（Dumb Type）の池田亮司による、後に発売される3作目のアルバム『sine』収録楽曲のサウンド・コラージュ。沖井は4曲目の「untitled 02040302」と併せて、これは映画で言うところの「予告編」である、と語った。
3. Düsseldorf Funk （3分33秒）
作曲：矢野博康・宮川弾
後にアルバム『sine』に収録されるインストゥルメンタル。デュッセルドルフという単語は、レコーディングをしているうちに「ドイツな気分になった」ことから採用された。
4. untitled 02040302 （1分38秒）
2曲目同様、池田亮司によるサウンド・コラージュ。